# Sridhar Narayan Hegde
Sridhar Narayan Hegde, född 9 januari 1950 i Uttara Kannada, är en indisk zoolog. Han är sedan 1997 professor i zoologi vid Universitetet i Mysore. Det är även vid Universitetet i Mysore som han avlade kandidat- (1972), master- (1974) och doktorsexamen (1979). Sedan 1996 är han honorary adviser för encyklopedin Kannada Vishwakosha. Han är medlem i sanghan Haveeka Sangha.
Han har bland annat beskrivit daggflugearterna Drosophila neolacteicornis, Drosophila neotrapezifrons och Drosophila palniensis.